# Catalina de la Cerda
Catalina de la Cerda (Cigales, 1550/1551- Buitrago, 2 de junio de 1603) fue una noble española, esposa del duque de Lerma, valido de Felipe III de España.

## Biografía
Fue hija de Juan de la Cerda, IV duque de Medinaceli y su esposa, Joana Manoel, portuguesa del conde de Faro. Su padre pertenecía a la facción conocida como ebolista y su madre había venido a España como dama de la emperatriz Isabel.
Inició su servicio en la corte siendo dama de la reina Ana de Austria, cuarta mujer de Felipe II, desde 1571 hasta 1576. En este último año contrajo matrimonio con Francisco Gómez de Sandoval, marqués de Denia. El marqués de Denia acabaría siendo favorito del entonces príncipe Felipe, que sucedería a su padre como Felipe III.
La carrera cortesana de Catalina fue paralela a la de su marido, que se convertiría en valido de Felipe III y sería elevado por este a duque de Lerma, además de desempeñar importantes cargos palatinos como el de Sumiller de Corps. En este sentido, el 24 de diciembre de 1599 fue nombrada camarera mayor de la reina Margarita de Austria. En este cargo sustituyó a la duquesa de Gandía, que había sido nombrada por Felipe II antes de su muerte. Este cambio en la camarería mayor de la reina se realizó dentro del proceso emprendido por el duque de Lerma para el control de los grandes oficios palatinos por gente de su entorno. La propia reina Margarita de Austria se oponía a este cambio, así como la tía del rey, la emperatriz María, viuda de Maximiliano II y retirada en el monasterio de las Descalzas Reales de Madrid.
Durante el desarrollo de su cargo de camarera mayor fue asistida por doña Magdalena de Guzmán, marquesa del Valle. Esta última sustituía a la duquesa de Lerma en las ocasiones en que la quebrantada salud de esta no permitía que ejerciese su cargo, por ejemplo en noviembre de 1600.
El 7 de octubre de 1601 fue madrina de bautismo de la hija primogénita de Felipe III, Ana Mauricia, junto con Ranuccio I, duque de Parma. Este se consideró un gran privilegio.
El 22 de marzo de 1603 fue sustituida oficialmente por su cuñada, hermana mayor de su marido, Catalina, condesa consorte de Lemos.

En su agonía fue visitada por Felipe III y, según Gascón de Torquemada, al saber que el monarca venía para visitarla se volvió a un crucifijo y le dijo:
Mi Dios y Mi Señor, no me deis todo en esta vida, dejad algo para la otra.
Moriría el 2 de junio de 1603 en Buitrago, cerca de Valladolid donde la corte se encontraba establecida desde 1601. Ese día su cuerpo se depositó en el convento de Nuestra Señora de Belén, para ser trasladado solemnemente al día siguiente al convento de San Pablo, de su patronazgo, para su entierro.

## Matrimonio y descendencia
El 12 de mayo de 1576 contrajo matrimonio con Francisco Gómez de Sandoval, entonces marqués de Denia y después duque de Lerma. El matrimonio tuvo cinco vástagos:
- Cristóbal Gómez de Sandoval y de la Cerda (1577-1624), I Duque de Uceda, que sucedió a su padre como valido del rey Felipe III.
- Juana de Sandoval, casada con Manuel de Guzmán y Silva, VIII Duque de Medina Sidonia; de esta unión nació Luisa de Guzmán, que se convirtió en reina de Portugal por su matrimonio con el rebelde VIII duque de Braganza, lo que hace de ella y de su padre los ancestros de la dinastía portuguesa de Braganza y de varias otras casas reales europeas.
- Diego Gómez de Sandoval y de la Cerda, casado con Luisa de Mendoza, hija de Ana de Mendoza de la Vega y Luna, y en segundas nupcias con Mariana Fernández de Córdoba y Castilla, de esta unión nació el V duque de Lerma.
- Catalina de la Cerda Sandoval y Zúñiga, casada con Pedro Fernández de Castro y Andrade VII conde de Lemos, sin descendencia.
- Francisca de Sandoval y Rojas, casada en primeras nupcias con Diego López de Zúñiga Avellaneda y en segundas con Lope de Avellaneda.

### Individuales
1. ↑  Cabrera de Córdoba, 1857, p. 89.
2. 1 2  Flórez, Enrique (1770). Memorias de las reynas catholicas. En la oficina de la viuda de Marin. Consultado el 26 de septiembre de 2019.
3. ↑  Mendoza, Pedro Salazar de (1794). Origen de las dignidades seglares de Castilla y León: con relación sumaria de los reyes de estos reynos..., con un resumen al fin de las mercedes que su majestad ha hecho de marqueses y condes desde el año de 1621 hasta fin del de 1656.... en la oficina de don Benito Cano. Consultado el 27 de septiembre de 2019.
4. ↑  Cabrera de Córdoba, 1857, p. 171.
5. ↑  Gascón de Torquemada, Gerónimo (1991). «Junio de 1603». Gaçeta y nuevas de la Corte de España desde el año 1600 en adelante. Madrid: RAMHG. pp. 22-23. ISBN 978-84-600-7855-5. Consultado el 5 de mayo de 2023.